# Comfort y Música Para Volar
Comfort y Música Para Volar é o álbum que a banda de rock argentina Soda Stereo gravou dentro da série de especiais Acústico MTV, produzidos pela emissora musical, em 1996. As sete primeiras faixas foram gravadas ao vivo nos estúdios da MTV em Miami, Flórida. Já as quatro últimas, das 11 músicas que integram a edição original do disco, são faixas remanescentes das gravações de Sueño Stereo, álbum de estúdio que o Soda havia lançado em 1995.
Para a gravação do Acústico MTV, o Soda Stereo convidou Andrea Echeverri, vocalista do grupo colombiano Aterciopelados, para dividir os vocais com Gustavo Cerati na faixa "En la Ciudad de la Furia". Além disso, em duas faixas foram usados samplers: um trecho de "Cementerio Club", música de Luis Alberto Spinetta, foi incluído na música "Té Para 3", enquanto a gravação de "Un Misil En Mi Placard" conta com um sampler de "Chrome Waves", da banda inglesa Ride. O disco tem ainda a colaboração de Iain Baker, tecladista do grupo inglês Jesus Jones, na faixa "Sonoman".
Em maio de 2006, a revista americana Al Borde, dedicada à música em espanhol, publicou uma edição especial sobre os 250 mais importantes álbuns latinos de todos os tempos, reservando a Comfort y Música Para Volar a 15ª posição. E, em novembro de 2017, a edição colombiana da revista Rolling Stone, em uma matéria destacando os 15 melhores shows da série MTV Unplugged de todos os tempos, destacou o Acústico MTV do Soda Stereo no 8º lugar.
A versão em CD de Comfort y Música Para Volar, de 1996, foi a primeira na Argentina a conter uma faixa multimídia, que permitia a reprodução do álbum em computadores com uso de um menu interativo.

## Faixas
| N.º            | Título                                | Compositor(es)                           | Duração |  |
| 1.             | "En La Ciudad De La Furia"            | Gustavo Cerati                           | 8:42    |  |
| 2.             | "Un Misil En Mi Placard"              | Gustavo Cerati                           | 4:34    |  |
| 3.             | "Pasos"                               | Gustavo Cerati                           | 2:43    |  |
| 4.             | "Entre Caníbales"                     | Gustavo Cerati                           | 4:54    |  |
| 5.             | "Té Para 3"                           | Gustavo Cerati                           | 4:07    |  |
| 6.             | "Ángel Eléctrico"                     | Gustavo Cerati/Zeta Bosio/Charly Alberti | 4:45    |  |
| 7.             | "Ella Usó Mi Cabeza Como Un Revólver" | Gustavo Cerati/Zeta Bosio/Charly Alberti | 6:04    |  |
| 8.             | "Sonoman"                             | Gustavo Cerati/Zeta Bosio/Charly Alberti | 3:25    |  |
| 9.             | "Planeador"                           | Gustavo Cerati/Zeta Bosio/Charly Alberti | 4:36    |  |
| 10.            | "Coral"                               | Gustavo Cerati                           | 3:47    |  |
| 11.            | "Superstar"                           | Gustavo Cerati/Zeta Bosio/Charly Alberti | 4:08    |  |
| Duração total: | Duração total:                        | Duração total:                           | 51:45   |  |

## Relançamento de 2007
Em 2007, Comfort y Música Para Volar ganhou nova edição para os formatos CD e DVD, desta vez com a performance gravada nos estúdios da MTV sendo lançada na íntegra, sem os outtakes de estúdio das gravações de Sueño Stereo que haviam sido incluídos em 1996. As novas faixas incluem a cover de "Génesis", música gravada originalmente pelo grupo argentino Vox Dei.
A versão em vinil com as 13 músicas desta versão só foi lançada em janeiro de 2021, com as faixas tendo sido remasterizadas pelo engenheiro de som Eduardo Bergallo, que trabalhou com o Soda entre 1990 e 1997. 
| N.º            | Título                                | Compositor(es)                                | Duração |  |
| 1.             | "Un Misil En Mi Placard"              | Gustavo Cerati                                | 4:31    |  |
| 2.             | "En La Ciudad de La Furia"            | Gustavo Cerati                                | 8:38    |  |
| 3.             | "Entre Caníbales"                     | Gustavo Cerati                                | 4:54    |  |
| 4.             | "Pasos"                               | Gustavo Cerati                                | 2:43    |  |
| 5.             | "Zoom"                                | Gustavo Cerati                                | 3:21    |  |
| 6.             | "Cuando Pase el Temblor"              | Gustavo Cerati                                | 5:09    |  |
| 7.             | "Té Para 3"                           | Gustavo Cerati                                | 4:07    |  |
| 8.             | "Ángel Eléctrico"                     | Gustavo Cerati/Zeta Bosio/Charly Alberti      | 4:44    |  |
| 9.             | "Terapia de Amor Intensiva"           | Gustavo Cerati/Charly Alberti/Richard Coleman | 6:46    |  |
| 10.            | "Disco Eterno"                        | Gustavo Cerati/Zeta Bosio/Charly Alberti      | 7:07    |  |
| 11.            | "Ella Usó Mi Cabeza Como Un Revólver" | Gustavo Cerati/Zeta Bosio/Charly Alberti      | 5:50    |  |
| 12.            | "Paseando por Roma"                   | Gustavo Cerati/Zeta Bosio/Charly Alberti      | 4:09    |  |
| 13.            | "Génesis"                             | Ricardo Soulé/Willy Quiroga/Juan Carlos Godoy | 8:35    |  |
| Duração total: | Duração total:                        | Duração total:                                | 1:10:34 |  |

## Ficha Técnica
Soda Stereo
- Gustavo Cerati: voz e guitarra
- Zeta Bosio: baixo, guitarra e backing vocals
- Charly Alberti: bateria

Músicos convidados
- Tweety González: sintetizadores, teclados e samplers
- Pedro Fainguersch: viola
- Diego Fainguersch: violoncelo
- Ezequiel Fainguersch: fagote
- Andrea Echeverri: voz em "En La Ciudad de La Furia"
- Iain Baker: sintetizadores em "Sonoman" (faixa 8 do álbum de 1996)